# Scutomollisia operculata
Scutomollisia operculata är en svampart som beskrevs av Nannf. 1976. Scutomollisia operculata ingår i släktet Scutomollisia, ordningen disksvampar, klassen Leotiomycetes, divisionen sporsäcksvampar och riket svampar.   Inga underarter finns listade i Catalogue of Life.